# Le signore di Missolungi
 Le signore di Missolungi (The Ladies of Missalonghi) è un romanzo di Colleen McCullough, pubblicato nel 1987 a New York dalla casa editrice Harper & Row. In Italia è stato edito nel 1988, nella traduzione di Riccardo Mainardi.

## Trama
Il libro narra la vita nella città di Byron nelle Montagne Blu, (Australia, Nuovo Galles del Sud) negli anni prima della Prima Guerra Mondiale. La storia racconta la vita della signora Wright e della famiglia Hurlingford.

## Edizioni
- C. McCullough, Le signore di Missolungi, trad. di Riccardo Mainardi, illustrazioni di Peter Chapman, ed Bompiani, Milano 1988;